# Матильда Тосканская
Матильда Тосканская (итал. Matilde, лат. Mathildis; 1046 — 24 июля 1115, Бондено-ди-Ронкоре), также Матильда Каносская (итал. Matilde di Canossa), иногда Великая графиня (итал. la Gran Contessa) — маркграфиня тосканская. Была сторонницей римского папы Григория VII во время борьбы за инвеституру и ярым противником императора Генриха IV.

## Биография
Отец Матильды — Бонифаций III Тосканский — был правителем большинства земель Северной Италии, включая Феррару, Модену, Мантую, Брешию, Реджо-Эмилию, и имел титул «маркграф тосканский». После смерти отца её мать Беатриса Лотарингская была при ней регентшей. В 1070 году Матильда по политическим соображениям вступила в тайный брак с Готфридом Горбатым, герцогом Лотарингским. Брак был заключен номинально. Готфрид приехал в Италию только через четыре года и впервые увидел жену. Он умер в 1076 году.
Графиня Матильда была пламенной союзницей папы Григория VII и его неразлучным другом. Он укрывался в её замке Каносса от Генриха IV, который в 1077 году приходил к нему туда на покаяние. Когда в 1081 году Генрих напал на Григория, Матильда воспрепятствовала полному поражению последнего и после смерти Григория продолжала враждовать с Генрихом.
В 1089 году она согласилась по просьбе папы Урбана II вступить во второй тайный брак с 18-летним противником Генриха IV, Вельфом V, сыном баварского герцога; брак этот, однако, был расторгнут через несколько лет. Позже Матильда поддерживала восстания Конрада и Генриха V против их отца.
Последние годы провела в Бенедиктинском монастыре в Полироне, где и умерла в 1115 году. Наследницей своих ленных земель и поместий Матильда назначила римскую церковь.
Борьба между императором и папами за это так называемое наследие Матильды продолжалась до XIII века; во время этой междоусобицы тосканские города быстро развились и достигли такой же независимости, как и города Ломбардии. Таким образом, наследство Матильды распалось на целый ряд городских областей: Флоренции, Лукки, Пизы, Сиены, Ареццо, Модены, Реджо-Эмилии, Мантуи и Пармы.

## В литературе
Матильда Тосканская — заметный персонаж в историческом романе Михаила Казовского «Месть Адельгейды» (2005), ведь именно она сделала германскую императрицу Адельгейду (русскую княжну Евпраксию Всеволодовну) своим главным орудием в борьбе против Генриха IV.